# Duttaphrynus silentvalleyensis
Duttaphrynus silentvalleyensis е вид земноводно от семейство Крастави жаби (Bufonidae).

## Разпространение
Видът е ендемичен за Керала в южна Индия.